# 감천면 (예천군)
감천면(甘泉面)은 대한민국의 경상북도 예천군의 면이다. 넓이는 64.96km2이고, 인구는 2015년 12월 31일 기준으로 2,939명이다.

## 연혁
- 고려시대 : 안동군 감천현에 속함
- 1914년 4월 1일 : 부군면 통폐합으로 예천군 감천면이 됨.
- 1927년 : 27개 행정리로 분동
- 1983년 2월 15일 : 보문면 마촌동을 편입.

## 행정 구역
| 법정리 | 행정리                    | 비고                   |
| ------ | ------------------------- | ---------------------- |
| 관현리 | 관현1리, 관현2리          |                        |
| 대맥리 | 대맥1리, 대맥2리, 대맥3리 |                        |
| 덕율리 | 덕율1리, 덕율2리, 덕율3리 |                        |
| 돈산리 | 돈산리                    |                        |
| 마촌리 | 마촌리                    |                        |
| 미석리 | 미석1리, 미석2리, 미석3리 |                        |
| 벌방리 | 벌방리                    |                        |
| 수한리 | 수한리                    |                        |
| 유리   | 유1리, 유2리              |                        |
| 장산리 | 장산1리, 장산2리          |                        |
| 진평리 | 진평1리, 진평2리, 진평3리 |                        |
| 증거리 | 증거리                    |                        |
| 천향리 | 천향1리, 천향2리          |                        |
| 포리   | 포1리, 포2리              | 면 행정복지센터 소재지 |
| 현내리 | 현내리                    |                        |

## 교육 기관
- 감천초등학교 (포리)
  - 덕율분교 (폐교) - 감천면 석송로 13 (덕율리)
- 삼천초등학교 (폐교) - 감천면 석송로 373 (천향리)
- 감천중학교 (포리)

## 문화재
- 예천 한천사 철조비로자나불좌상 - 보물 667호